# Prótesis removible de resina
Las prótesis removibles de resina reemplazan a una parte o a la totalidad de uno o más dientes, con intención de ayudar a la masticación, al habla, así como para mejorar el aspecto físico. Se elaboran con resina acrílica (o con otros plásticos) y que pueden ser colocadas y extraídas por el propio paciente. La elaboración de estas prótesis dentales ha de atender tanto a criterios funcionales como estéticos, y debe invitarse al paciente a llevar a cabo una higiene cuidada tanto de la cavidad oral como de la prótesis, que debe ser extraída para su limpieza. La dentadura debe elaborarse para cada persona, ya que su forma puede ser muy variada, y es muy importante su adaptación correcta.

## Prótesis removibles completas

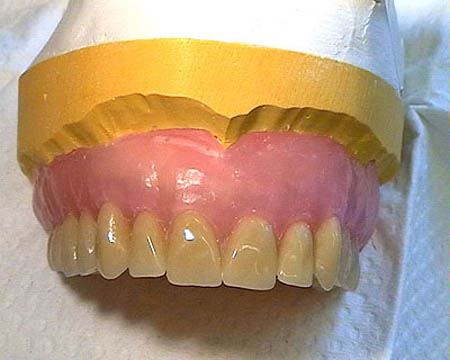
Prótesis completa superior ("dentadura postiza").

Conocidas por la gente comúnmente como dentaduras postizas, se realizan cuando el paciente no tiene ningún diente, y son por tanto mucosoportadas, al carecer de pilares para la sujeción. El soporte de la prótesis se toma a partir de unas anchas bases, que se extienden sobre la superficie de la mucosa en los procesos alveolares. Pueden ser unimaxilares o bimaxilares, es decir, superior, inferior o ambas, si el paciente no tiene piezas dentarias en ninguna de las dos arcadas. En este tipo de prótesis, es necesario el logro de un equilibrio oclusal de la articulación superior con la inferior, teniendo en cuenta los movimientos mandibulares, la masticación, la estabilidad de la prótesis, etcétera.

## Prótesis removibles parciales

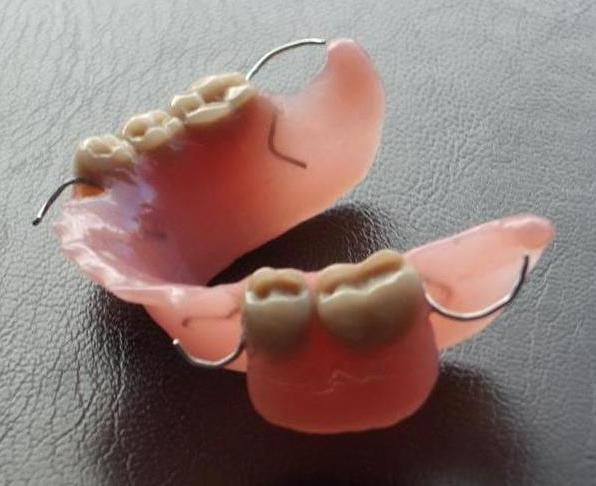
Prótesis parcial inferior de resina

Se realizan cuando el paciente tiene algún diente remanente, que contribuirá a la retención de la prótesis mediante retenedores forjados o colados, siendo por tanto dentomucosoportada. No son muy usadas, ya que las prótesis removibles parciales metálicas ofrecen una mayor calidad y mejor funcionalidad. Suelen usarse simplemente como prótesis provisionales.

## Avances más recientes
Científicos japoneses lograron hacer crecer nuevos dientes a ratones. En el futuro, la técnica podría aplicarse a humanos. 
Investigadores japoneses han logrado hacer crecer dientes de reemplazo en la mandíbula de ratones, según se informa en un nuevo estudio. 
La investigación, publicada en la revista Proceedings of the National Academy of Sciences (PNAS), describe el trabajo de científicos de la Universidad de Tokio que han logrado que unos ratones adultos recuperen sus dientes perdidos mediante un implante germinal. Para ello, trasplantaron a la mandíbula de los roedores una porción de tejido con células y toda la información genética necesaria para que los dientes crecieran. Este "germen" o "semilla" se desarrolló y creció hasta convertirse en dientes totalmente funcionales, con una dureza y mineralización similar a la de los dientes naturales.[cita requerida]

### Usos a futuro
Según afirman sus creadores, esta técnica podría usarse para reemplazar las dentaduras postizas y los implantes, e incluso conducir al desarrollo de nuevos órganos. "Este estudio representa un avance sustancial y enfatiza el potencial que tiene el reemplazo de órganos mediante bioingeniería para terapias regenerativas en el futuro", dicen los autores en el artículo de PNAS. El objetivo último de la terapia regenerativa, dicen los investigadores japoneses, es desarrollar, mediante la bioingeniería, órganos que funcionen correctamente, que trabajen en cooperación con los tejidos adyacentes y que puedan reemplazar órganos perdidos o dañados a causa de enfermedades, accidentes o envejecimiento.[cita requerida]